# Pholodes sinistraria
Espèce
Pholodes sinistraria est une espèce d'insectes lépidoptères (papillons) de la famille des Geometridae, originaire de l'Est de l'Australie.
Les mâles ont une envergure de 50 mm, les femelles de 60 mm.
La chenille se nourrit sur une grande variété de plantes, comme Rosa odorata, Camellia japonica, Persea americana, Citrus unshiu, les Cassia, Ricinus communis, les acacias Acmena smithii. En outre, elle est considérée comme un ravageur sur Macadamia integrifolia